# Tour Piacentini
 (mars 2018).
Si vous disposez d'ouvrages ou d'articles de référence ou si vous connaissez des sites web de qualité traitant du thème abordé ici, merci de compléter l'article en donnant les références utiles à sa vérifiabilité et en les liant à la section « Notes et références ».
La tour Piacentini (en italien : Torre Piacentini) est un gratte-ciel de Gênes en Italie.

## Historique
La tour a été inaugurée en 1940.
C'est le plus ancien gratte-ciel d'Europe

## Description
Il mesure 114 m de hauteur.